# Nymphidium erubescens
Nymphidium erubescens är en fjärilsart som beskrevs av Hans Ferdinand Emil Julius Stichel 1929. Nymphidium erubescens ingår i släktet Nymphidium och familjen Riodinidae. Inga underarter finns listade i Catalogue of Life.